# Producto del mar

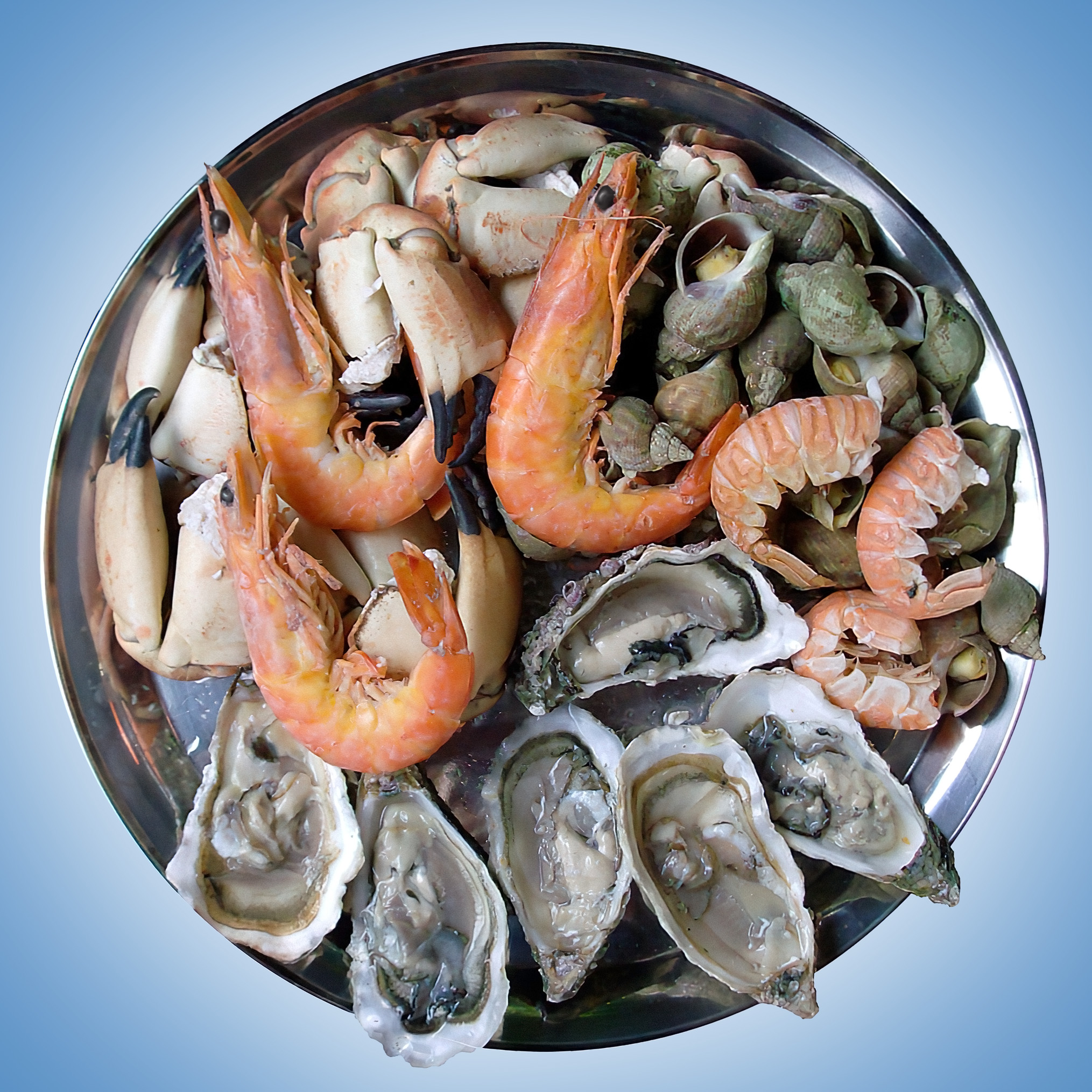
El marisco es un producto del mar consumido en muchas partes del mundo; también lo son el pescado, los pulpos y los calamares, que son cefalópodos, los erizos de mar y las algas.

El término producto del mar o comida del mar se refiere a cualquier forma de vida marina considerada como alimento por los humanos, que incluye principalmente peces/pescado y mariscos. Los mariscos incluyen varias especies de moluscos (por ejemplo, bivalvos como la almejas, las ostras y los mejillones así como cefalópodos como el pulpo y calamar), crustáceos (por ejemplo, gambas, camarones, cangrejos y langostas) y equinodermos (por ejemplo, los erizos de mar).
Históricamente, los mamíferos marinos como los cetáceos (ballenas y delfines), así como las focas, se han consumido como alimento, aunque con menos frecuencia hoy en día. 
Algunas plantas marinas como las microalgas o las algas comestibles se cultivan (véase alguicultura) y se consumen en todo el mundo, especialmente en Asia. 
Aunque se denominen productos del mar, genéricamente se incluyen también los pescados de agua dulce, por lo que a veces se usa alternativamente productos de la pesca.
La recolección de productos del mar silvestres generalmente se conoce como pesca o caza, mientras que el cultivo de mariscos se conoce como acuicultura o piscicultura (en el caso de los peces). Los mariscos a menudo se distinguen coloquialmente de la carne, aunque todavía es de naturaleza animal y está excluida de una dieta vegetariana, según lo decidido por grupos como la Vegetarian Society of the United Kingdom tras una confusión en torno al vegetarianismo que hay en la dieta pescetariana («semivegetarianismo»). Los mariscos son una fuente importante de proteínas (animales) en muchas dietas en todo el mundo, especialmente en las zonas costeras.
La obtención de productos del mar es principalmente para el consumo humano, pero una proporción significativa se usa como alimento para peces para criar otros peces o criar animales de granja. Algunos vegetales del mar se usan como fertilizante para otras plantas (por ejemplo, el kelp). De esta manera, los productos del mar también se utilizan para producir más alimentos para el consumo humano. Además, otros productos como el aceite de pescado y las tabletas de espirulina se extraen de los productos del mar. 
Algunos productos del mar se utilizan como alimento para un acuario de peces o para mascotas domésticas como gatos. Una pequeña proporción se usa en medicina, o se usa industrialmente para fines no alimentarios (por ejemplo, cuero). [cita requerida]

## Historia

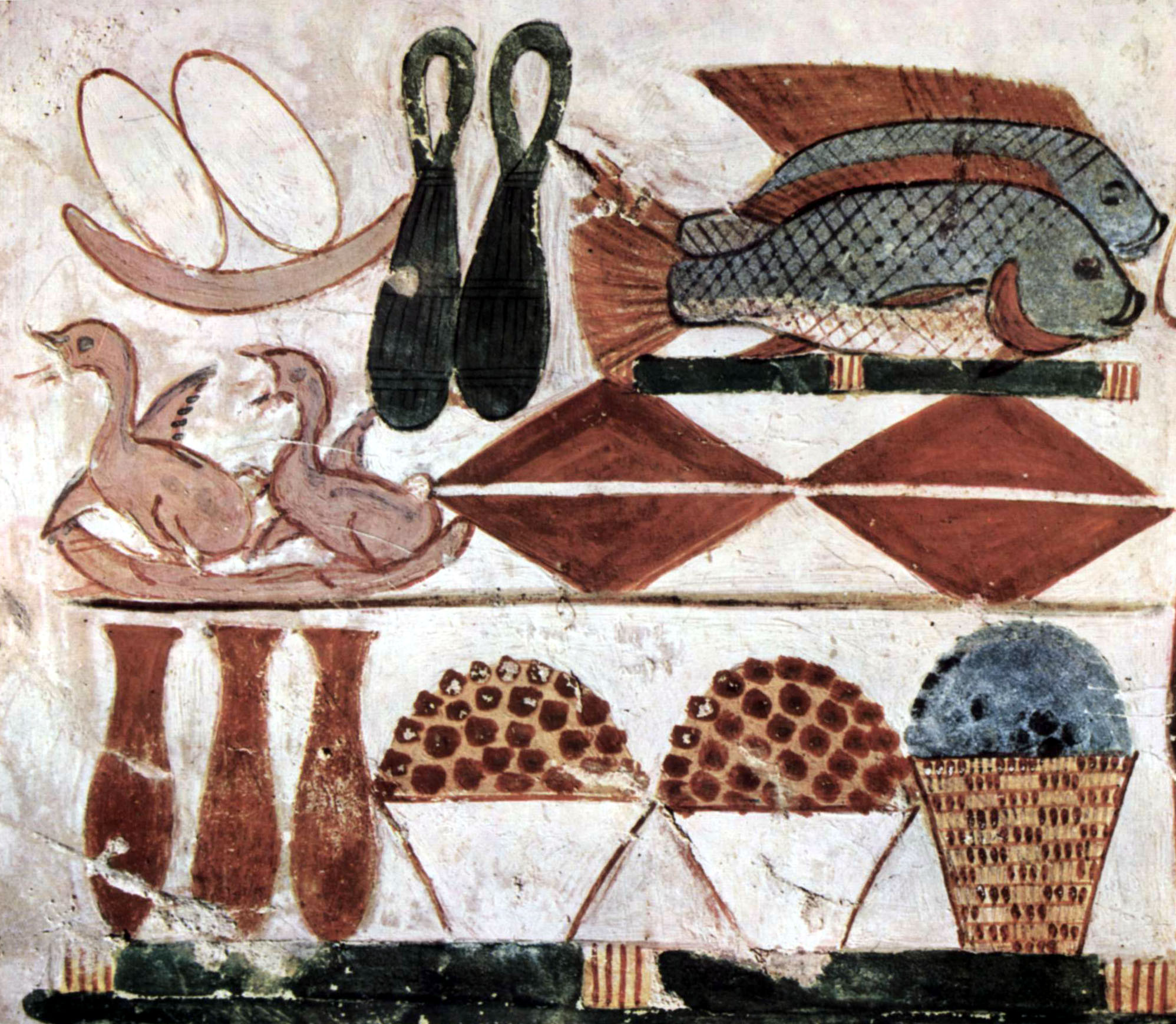
Varios alimentos representados en una cámara funeraria egipcia, incluido el pescado, año 1400 a. C.

La cosecha, el procesamiento y el consumo de mariscos son prácticas antiguas con evidencia arqueológica que data del Paleolítico. Los hallazgos en una cueva marina en Pinnacle Point en Sudáfrica indican que el Homo sapiens cosechó vida marina ya hace 165.000 años, mientras que los Homo neanderthalensis, una especie humana contemporánea a los primeros Homo sapiens, parecen haber consumido mariscos en los en áreas de la costa mediterránea comenzando aproximadamente al mismo tiempo. El análisis isotópico de los restos óseos del hombre de Tianyuan, un humano anatómicamente moderno de 40.000 años de edad del este de Asia, ha demostrado que consumía regularmente pescado de agua dulce. Características arqueológicas como los køkkenmødding, los huesos de pescado y las pinturas rupestres muestran que los alimentos marinos fueron importantes para la supervivencia y se consumieron en cantidades significativas. Durante este período, la mayoría de las personas vivía un estilo de vida de cazadores-recolectores y, necesariamente, estaban en constante movimiento. Sin embargo, donde hay ejemplos tempranos de asentamientos permanentes (aunque no necesariamente ocupados permanentemente) como los de Lepenski Vir (actual Serbia), casi siempre se asocian con la pesca como una fuente importante de alimentos.
El antiguo río Nilo estaba lleno de peces; El pescado fresco y seco era un alimento básico para gran parte de la población. Los antiguos egipcios tenían implementos y métodos para pescar, que se ilustran en escenas de tumbas, dibujos y documentos de papiro. Algunas representaciones sugieren que la pesca se persigue como un pasatiempo.
Las escenas de pesca rara vez se representan en la cultura griega antigua, un reflejo del bajo estatus social del oficio de pescador. Sin embargo, Opiano de Anazarba, un autor griego, escribió un importante tratado sobre la pesca en el mar, el Halieulica o Halieutika, compuesto entre 177 y 180. Este es el primer trabajo de este tipo que ha sobrevivido hasta nuestros días. El consumo de pescado variaba de acuerdo con la riqueza y la ubicación del hogar. En las islas griegas y en la costa, los pescados y mariscos frescos (calamares, pulpos y mariscos) eran comunes. Fueron comidos localmente pero más a menudo transportados tierra adentro. Las sardinas y las anchoas eran una tarifa regular para los ciudadanos de Atenas. A veces se vendían frescos, pero con mayor frecuencia se salaban. Una estela de finales del siglo III a. C. de la pequeña ciudad beocia de Acrefias, en el lago Copaide, nos proporciona una lista de los precios del pescado. El más barato fue el skaren (probablemente el pez loro), mientras que el atún rojo del Atlántico era tres veces más caro. Los peces de agua salada comunes eran el atún de aleta amarilla, el salmonete, la raya, el pez espada o el esturión, un manjar que se comía salado. El lago Copade fue famoso en toda Grecia por sus anguilas, celebradas por el héroe de Los acarnienses. Otros peces de agua dulce fueron el lucio, la carpa y el bagre menos apreciado.
La evidencia pictórica de la pesca en la Antigua Roma proviene de mosaicos. En un momento dado, el chivo se consideró lujoso, sobre todo porque sus escamas exhiben un color rojo brillante cuando muere fuera del agua. Por esta razón, a estos peces ocasionalmente se les permitía morir lentamente en la mesa. Incluso había una receta donde esto se llevaría a cabo en garo, una salsa romana. Sin embargo, al comienzo de la era imperial, esta costumbre llegó a su fin repentinamente, por lo que el mullus en la fiesta de Trimalción (véase: El Satiricón) podría mostrarse como una característica de los advenedizos, que aburre a sus invitados con una exhibición pasada de moda, de peces moribundos.
En el Medievo, los mariscos eran menos prestigiosos que otras carnes y a menudo se los consideraba simplemente una alternativa a la carne en los días rápidos. Aun así, los mariscos eran el pilar de muchas poblaciones costeras. Se pueden encontrar kippers hechos con arenques capturado en el Mar del Norte en mercados tan lejanos como Constantinopla. Mientras que grandes cantidades de pescado se comían fresco, una gran proporción se salaba, se secaba y, en menor medida, se fumaba. El pescado seco, un bacalao que se cortaba por la mitad, se fijaba a un poste y se secaba, era muy común, aunque la preparación podía llevar mucho tiempo y significaba golpear el pescado seco con un mazo antes de sumergirlo en agua. Las poblaciones costeras y ribereñas comieron una amplia gama de moluscos, incluidas las ostras, los mejillones y las vieiras, y los cangrejos de río (de agua dulce) se consideraron una alternativa deseable al pescado. En comparación con la carne, el pescado era mucho más caro para las poblaciones del interior, especialmente en Europa Central, y, por lo tanto, no era una opción para la mayoría.
El conocimiento moderno de los ciclos reproductivos de las especies acuáticas ha llevado al desarrollo de criaderos y técnicas mejoradas de piscicultura y acuicultura. Una mejor comprensión de los peligros de comer pescado y mariscos crudos y poco cocidos ha llevado a mejores métodos de conservación y procesado (para más información sobre este tema véase también: Intoxicación por ingestión de marisco).

## Tipología
La siguiente tabla se basa en la clasificación ISSCAAP (Clasificación Estadística Estándar Internacional de Animales y Plantas Acuáticas) utilizada por la Organización de las Naciones Unidas para la Alimentación y la Agricultura (FAO) con el propósito de recopilar y compilar estadísticas de pesca.  Las cifras de producción se han extraído de la base de datos FishStat de la FAO e incluyen tanto la captura de la pesca silvestre como la producción de acuicultura.
| Grupo                                  | Imagen | Subgrupo | Descripción | 2010 producción000 toneladas |
| -------------------------------------- | --- | --- | --- | ---------------------------- |
| Pez                                    | El pez es vertebrados acuáticos qué carencia limbs con dígitos, uso branquias para respirar, y tener las cabezas protegieron por cartílago o hueso duros cráneos. Ve: Pez (alimentario). Total for fish: : | El pez es vertebrados acuáticos qué carencia limbs con dígitos, uso branquias para respirar, y tener las cabezas protegieron por cartílago o hueso duros cráneos. Ve: Pez (alimentario). Total for fish: : | El pez es vertebrados acuáticos qué carencia limbs con dígitos, uso branquias para respirar, y tener las cabezas protegieron por cartílago o hueso duros cráneos. Ve: Pez (alimentario). Total for fish: : | 106,639                      |
| Pez                                    | Pelagic Pez (Atlántico bluefin atún) | marinepelagic<br id="mw2A"><br> | Pelagic El pez vivo y alimentar cerca la superficie o en la columna de agua del mar, pero no en el fondo del mar. Los grupos de marisco principales pueden ser divididos a más grandes predator pez (tiburones, atún, billfish, mahi-mahi, caballa, salmón) y más pequeño forage pez (arenque, sardinas, sprats, anchoas, menhaden). El más pequeño forage el pez alimenta encima plancton, y puede acumular toxinas a un grado. El más grande predator el pez alimenta en el forage pez, y acumular toxinas a un mucho grado más alto que el forage pez. | 33,974                       |
| Pez                                    | Demersal Pez (americano plaice) | marinedemersal | Demersal El pez vivo y alimentar encima o acercarse el fondo del mar. Algunos grupos de marisco son bacalao , flatfish, grouper y stingrays. Demersal El pez alimenta principalmente en crustáceos encuentran en el piso de mar, y es más sedentario que el pelagic pez. Pelagic El pez normalmente tiene la característica de carne roja de los músculos de natación potentes necesitan, mientras demersal el pez normalmente tiene carne blanca. | 23,806                       |
| Pez                                    | Diadromous Pez (salmón Atlántico) | diadromous | Diadromous El pez es pesca cuáles emigran entre el mar y agua fresca. Algunos grupos de marisco son salmón , shad, anguilas y lampreys. Ve: carrera de Salmón. | 5,348                        |
| Pez                                    | Pez de agua dulce (tilapia) | De agua dulce | El pez de agua dulce vive en ríos, lagos, embalses, y ponds. Algunos grupos de marisco son carpa , tilapia, catfish, graves, y trucha. Generalmente, el pez de agua dulce los deja para pescar cultivando más fácilmente que el pez de océano, y la parte más grande del arqueo informó aquí refiere a pez cultivado. | 43,511                       |
| Moluscos                               | Moluscos (del latinos molluscus, significando blandos ) es invertebrados con cuerpos blandos que no es segmented como crustáceos. Bivalves Y gastropods está protegido por un calcáreo pelar cuál crece como el molusco crece. Los cefalópodos no son protegidos por una concha. Total for molluscs: : | Moluscos (del latinos molluscus, significando blandos ) es invertebrados con cuerpos blandos que no es segmented como crustáceos. Bivalves Y gastropods está protegido por un calcáreo pelar cuál crece como el molusco crece. Los cefalópodos no son protegidos por una concha. Total for molluscs: : | Moluscos (del latinos molluscus, significando blandos ) es invertebrados con cuerpos blandos que no es segmented como crustáceos. Bivalves Y gastropods está protegido por un calcáreo pelar cuál crece como el molusco crece. Los cefalópodos no son protegidos por una concha. Total for molluscs: : | 20,797                       |
| Moluscos                               | Bivalvo | bivalves | Bivalves, a veces referido a tan almejas, tiene una concha protectora en dos hinged partes. Una válvula es el nombre utilizado para la concha protectora de un bivalvo, tan bivalvo literalmente significa dos conchas. Marisco importante bivalves incluir ostras, vieiras, mejillones y cockles. La mayoría de estos es alimentadores de filtro qué los enterrar en sedimento en el seabed donde son seguros de predation. Otros mentira en el piso de mar o los sujetar a rocas u otras superficies duras. Algunos, como vieiras, puede nadar. Bivalves Mucho tiempo ha sido una parte de la dieta de comunidades costeras. Las ostras eran cultivadas en ponds por los romanos y mariculture tiene más recientemente devenir una fuente importante de bivalves para alimentario. | 12,585                       |
| Moluscos                               | Concha vacía de una oreja de mar | gastropods | Acuático gastropods, también sabido tan caracoles de mar, es univalves cuál significa tienen una concha protectora que es en una pieza sola. Gastropod Literalmente significa estómago-pies, porque aparecen a crawl en sus estómagos. Grupos de marisco común son oreja de mar , caracola, limpets, whelks y periwinkles. | 526                          |
| Moluscos                               | Pulpo | Cefalópodos | Los cefalópodos no son protegidos con una concha. El cefalópodo literalmente significa cabeza-foots, porque han limbs qué aparecer para emitir de su cabeza. Tienen visión excelente e inteligencia alta. Cefalópodos propel ellos con un jet de agua y poner abajo "pantallas de humo" con tinta. Los ejemplos son pulpo , calamar y jibia. Están comidos en muchas culturas. Según la especie, las armas y a veces otras partes de cuerpo están preparadas en varias maneras. El pulpo tiene que ser hervido correctamente para librar él de lodo, olor, y tinta residual. El calamar es popular en Japón. En países mediterráneos y en calamar de Gran Bretaña es a menudo referido a tan calamari. La jibia es menos comida que calamar, aunque es popular en Italia y secado, shredded la jibia es una comida de bocado en Asia Del este. Ve: Calamar (alimentario) Pulpo (alimentario). | 3,653                        |
| Moluscos                               | | Otro | Los moluscos no incluidos encima | 4,033                        |
| Crustáceos                             | Crustáceos (de latinos crusta, significando costra ) es invertebrados con segmented los cuerpos protegieron por costras duras (conchas o exoesqueletos), normalmente hechos de quitina y estructuró un poco como la armadura de un caballero. Las conchas no crecen, y periódicamente tiene que ser derramado o moulted. Normalmente dos piernas o limbs asunto de cada segmento. La mayoría de crustáceos comerciales son decapods, aquello son tiene diez piernas, y tener los ojos compuestos puestos en stalks. Su concha gira rosa o el rojo cuándo cocinado.Total para crustáceos: | Crustáceos (de latinos crusta, significando costra ) es invertebrados con segmented los cuerpos protegieron por costras duras (conchas o exoesqueletos), normalmente hechos de quitina y estructuró un poco como la armadura de un caballero. Las conchas no crecen, y periódicamente tiene que ser derramado o moulted. Normalmente dos piernas o limbs asunto de cada segmento. La mayoría de crustáceos comerciales son decapods, aquello son tiene diez piernas, y tener los ojos compuestos puestos en stalks. Su concha gira rosa o el rojo cuándo cocinado.Total para crustáceos: | Crustáceos (de latinos crusta, significando costra ) es invertebrados con segmented los cuerpos protegieron por costras duras (conchas o exoesqueletos), normalmente hechos de quitina y estructuró un poco como la armadura de un caballero. Las conchas no crecen, y periódicamente tiene que ser derramado o moulted. Normalmente dos piernas o limbs asunto de cada segmento. La mayoría de crustáceos comerciales son decapods, aquello son tiene diez piernas, y tener los ojos compuestos puestos en stalks. Su concha gira rosa o el rojo cuándo cocinado.Total para crustáceos: | 11,827                       |
| Crustáceos                             | Langostino del norte | Gambas | Gamba y langostinos, es pequeño, esbelto, stalk-eyed diez-legged crustáceos con largos spiny rostrums. Son extendidos, y puede ser encontrado cerca el seafloor de más costas y estuarios, así como en ríos y lagos. Juegan funciones importantes en la cadena alimentaria. Hay especie numerosa, y normalmente hay una especie adaptó a cualquier hábitat particular. Cualquier crustáceo pequeño qué se parece a una gamba tiende para apellidarse uno. Ve: gamba (alimentario), gamba fishery, agricultura de gamba, agricultura de langostino de agua dulce. | 6,917                        |
| Crustáceos                             | Cangrejo de barro | Cangrejos | Los cangrejos son stalk-eyed diez-legged crustáceos, normalmente caminar de lado, y tiene coger claws como su par de frente de limbs. Tienen abdómenes pequeños, cortos antennae, y a escasos carapace aquello es ancho y piso. Ve: cangrejo fisheries. | 1,679                        |
| Crustáceos                             | Clawed Langosta | Langostas | Clawed Langostas y spiny las langostas son stalk-eyed diez-legged crustáceos con abdómenes largos. El clawed la langosta tiene grande asymmetrical claws para su par de frente de limbs, uno para aplastante y uno para tajante (pictured). El spiny la langosta carece de el grande claws, pero tiene un largo, spiny antennae y un spiny carapace. Las langostas son más grandes que la mayoría de gamba o cangrejos. Ve: pesca de langosta. | 281                          |
| Crustáceos                             | Del norte krill | krill | Krill Es gusta gambas de criatura, exceptúa tienen externos gills y más de diez piernas (nadando alimentación de plus y grooming piernas). Están encontrados en océanos alrededor del mundo donde filtran alimentar en enorme pelagic enjambres. Gusta gamba, son una parte importante de la cadena alimentaria marina, convirtiendo fitoplancton a una forma los animales más grandes pueden consumir. Cada año, los animales más grandes comen a medias la biomasa estimada de krill (aproximadamente 600 millones de toneladas). Los humanos consumen krill en Japón y Rusia, pero la mayoría del krill la cosecha suele pez de marca alimenta y para extraer aceite. Krill El aceite contiene omega-3 fatty ácidos, de modo parecido para pescar aceite. Ve: Krill fishery. | 215                          |
| Crustáceos                             | | Otro | Los crustáceos no incluidos encima | 1,359                        |
| Otros animales acuáticos               | Total for other aquatic animals: | Total for other aquatic animals: | Total for other aquatic animals: | 1409+                        |
| Otros animales acuáticos               | Delfín · Fluke De una ballena | Mamíferos acuáticos | Los mamíferos marinos forman un grupo diverso de 128 especie que confía en el océano para su existencia. Carne de ballena es todavía cosechada de legal, no-comercial caza. Aproximadamente mil largo-finned las ballenas pilotos son todavía matadas anualmente. Japón ha resumed caza para ballenas, el cual llaman "la búsqueda ballenera". En Japón moderno, dos cortes de carne de ballena son normalmente distinguidos: la carne de vientre y la cola más valorada o fluke carne. Fluke La carne puede vender para $200 por kilogramo, tres tiempo el precio de carne de vientre. Ballenas de aleta son particularmente deseadas porque están pensados para ceder la calidad mejor fluke carne. En Taiji en Japón y partes de Escandinavia como el Faroe Islas, los delfines son comida considerada tradicionalmente , y es asesinado en harpoon o el paseo caza. Ringed Los sellos son todavía una fuente alimentaria importante para las personas de Nunavut y es también cazado y comido en Alaska. La carne de mamíferos de mar puede ser alto en mercurio, y puede posar peligros de salud a los humanos cuándo consumidos. El FAO registro sólo el informó los números de mamíferos acuáticos cosecharon, y no el arqueo. En 2010, informaron 2500 ballenas, 12,000 delfines y 182,000 sellos. Ve: mamíferos marinos como alimentarios, carne de ballena, caza de sello. | ?                            |
| Otros animales acuáticos               | Pepino de mar | Reptiles acuáticos | Tortugas de mar mucho tiempo han sido valoradas como alimentarios en muchas partes del mundo. Quinto siglo BC los textos chinos describen tortugas de mar como delicadezas exóticas. Tortugas de mar están cogidas en todo el mundo, a pesar de que en muchos países es ilegal de cazar la mayoría de especie. Muchos las comunidades costeras alrededor del mundo dependen de tortugas de mar como fuente de proteína, a menudo reuniendo huevos de tortuga del mar, y manteniendo tortugas de mar capturado vivas en sus espaldas hasta que necesitados para consumo. La mayoría de especie de tortuga de mar es ahora endangered, y algunos son critically endangered. El FAO informes 1,418,975 cocodrilos estuvieron cosechados en 2010, pero no graban el arqueo. | 296+                         |
| Otros animales acuáticos               | Pepino de mar | Equinodermos | Los equinodermos son headless invertebrados, encontrados en el seafloor en todos los océanos y en absoluto profundidades. No son encontrados en agua fresca. Normalmente tienen un cinco-simetría radial apuntada, y movimiento, respira y percibir con sus pies de tubo retráctiles. Están cubiertos con una prueba calcárea y puntiaguda o piel. El equinodermo de nombre proviene el griego ekhinos erizo de significado, y dermatos piel de significado. Los equinodermos utilizaron para el marisco incluye pepinos de mar, erizos de mar, y ocasionalmente starfish. Pepinos de mar salvaje están cogidos por buzos y en China están cultivados comercialmente en artificiales ponds. Las gónadas de ambos erizos de mar machos y hembra, erizo de mar llamado normalmente roe o corales, es delicadezas en muchas partes del mundo. Ve: pepino de mar (alimentario). | 373                          |
| Otros animales acuáticos               | Rehydrated Cintas de medusa | Medusa | La medusa es blanda y gelatinosa, con un cuerpo shaped como un paraguas o campana qué pulsates para locomoción. Han mucho tiempo, tentáculos finales con picaduras para capturar presa. Están encontrados que nadan libres en la columna de agua en todos los océanos, y es ocasionalmente encontrado en de agua dulce. La medusa tiene que ser secada dentro de horas para impedir que estropean. En Japón están considerados como delicadeza. Métodos de procesamiento tradicional están llevados a cabo por un maestro de medusa. Esto implica un 20 a 40 día multi-procedimiento de fase qué inicios con sacar las gónadas y mucous membranas. El paraguas y las armas orales son entonces tratado con una mezcla de sal de mesa y alumbre, y comprimió. El procesamiento reduce licuefacción, olor, el crecimiento de organismos de maculatura, y hace la medusa más seca y más acídico, produciendo un crisp y crunchy textura. Único scyphozoan la medusa que pertenece al orden Rhizostomeae está cosechado para alimentario; aproximadamente 12 del aproximadamente 85 especies. La mayoría de la cosecha tiene lugar en al sureste Asia. | 404                          |
| Otros animales acuáticos               | Mar squirt | Otro | Los animales acuáticos no incluidos encima, como patos, mar squirts (pictured), gusanos de cuchara, lancelets y ranas. | 336                          |
| Plantas acuáticas y microphytes        | Total for aquatic plants and microphytes: | Total for aquatic plants and microphytes: | Total for aquatic plants and microphytes: | 19,893                       |
| Plantas acuáticas y microphytes        | Sopa/de erizo de mar del alga · Uvas de mar | Alga | El alga es un suelto coloquial denominar cuál carece de una definición formal. En términos generales, el plazo está aplicado a las formas más grandes, macroscópicas de algas, cuando opposed a microalga. Los ejemplos de grupos de alga son el rojo pluricelular, algas marrones y verdes. Las algas comestibles normalmente contienen cantidades altas de fibra y, en contraste a plantas terrestres, contener una proteína completa. Las algas están utilizadas extensamente tan alimentarias en cocinas costeras alrededor del mundo. El alga ha sido una parte de dietas en China, Japón, y Corea desde tiempo prehistórico. El alga es también consumida en muchos sociedades europeas tradicionales, en Islandia y Noruega occidental, la costa del Atlántico de Francia, Irlanda del norte y occidental, Gales y algunos partes costeras de Inglaterra Del oeste Del sur, así como Nova Scotia y Newfoundland. Ve: alga comestible, agricultura de alga, acuicultura de gigante kelp, laverbread. |                              |
| Plantas acuáticas y microphytes        | Spirulina Pastillas | microphytes | Microphytes Es organismos microscópicos, y puede ser algal, bacterial o fungal. Microalgae Es otro tipo de planta acuática, e incluye especie que puede ser consumido por humanos y animales. Alguna especie de las bacterias acuáticas también pueden ser utilizadas tan marisco, como spirulina (pictured), un tipo de cyanobacteria. Ve: cultura de microalgae en hatcheries. |                              |
| Producción total (toneladas de millar) | Producción total (toneladas de millar) | Producción total (toneladas de millar) | Producción total (toneladas de millar) | 168,447                      |

## Procesado de productos del mar
El pescado es un producto altamente perecedero: el llamado «olor a pescado» del pescado muerto se debe a la descomposición de los aminoácidos en aminas biogénicas y amoníaco.
En castellano, los peces para ser comidos se llaman los pescados, siendo una de las pocas lenguas del mundo que tiene esta distinción. Técnicamente el pescado siempre está muerto, pero también se puede hablar de pescado vivo; estos a menudo se transportan en tanques a un alto costo para un mercado internacional que prefiere que sus pescados o mariscos se maten inmediatamente antes de cocinarlos. También se está explorando la entrega de peces vivos sin agua. Mientras algunos restaurantes de marisco los mantienen vivos en acuarios para propósitos de exhibición o por creencias culturales, la mayoría de ellos acaban siendo servidos como comida para los clientes. El comercio del pescado y marisco vivo en Hong Kong, por ejemplo, impulsó importaciones de productos del mar vivos en más de 15.000 toneladas en el año 2000. Las ventas mundiales de ese año se estimaron en US $ 400 millones, según el Instituto de Recursos Mundiales.
Si la cadena de frío no se ha cumplido correctamente, los productos alimenticios generalmente se descomponen y se vuelven dañinos antes de la fecha de validez impresa en el paquete. Como el daño potencial para un consumidor cuando come pescado podrido es mucho mayor que, por ejemplo, con los productos lácteos, la Administración de Alimentos y Medicamentos (FDA) ha introducido una regulación en los EE.UU. que requiere el uso de un indicador de temperatura en tiempo en ciertos productos de mariscos frescos .
El pescado fresco es un producto alimenticio altamente perecedero, por lo que debe consumirse rápidamente o desecharse; Se puede conservar por poco tiempo. En muchos países, el pescado fresco se filetea y se vende para la venta en una cama de hielo picado o refrigerado. El pescado fresco se encuentra más comúnmente cerca de cuerpos de agua, pero la llegada del transporte refrigerado de trenes y camiones ha hecho que el pescado fresco esté más ampliamente disponible en el interior.
La conservación a largo plazo del pescado se logra de varias maneras. Las técnicas más antiguas y aún más utilizadas son el secado y la salazón. La desecación (secado completo) se usa comúnmente para preservar peces como el bacalao. El secado parcial y la salazón son populares para la conservación de peces como el arenque y la caballa. Los pescados como el salmón, el atún y el arenque se cocinan y enlatan. La mayoría de los peces se filetean antes del enlatado, pero algunos peces pequeños (por ejemplo, las sardinas) solo se decapitan y se destripan antes del enlatado.

## Consumo
Los productos del mar se consumen en todo el mundo; proporciona la principal fuente mundial de proteínas de alta calidad: 14-16% de la proteína animal consumida en todo el mundo; Más de mil millones de personas dependen de los productos del mar como su principal fuente de proteína animal. El pescado es uno de los alérgenos alimentarios más comunes.
Islandia, Japón y Portugal son los mayores consumidores de productos del mar per cápita del mundo.
La Food Standards Agency (Agencia de Normas Alimentarias del Reino Unido) recomienda que al menos dos porciones de productos del mar se consuman cada semana, una de las cuales debe ser rica en aceites. Hay más de 100 tipos diferentes de productos del mar disponibles en las costas del Reino Unido.
Los peces ricos en aceite como la caballa o el arenque son ricos en aceites de cadena larga Omega-3. Estos aceites se encuentran en cada célula del cuerpo humano y son necesarios para las funciones biológicas humanas, como la funcionalidad del cerebro.
El pescado blanco, como el eglefino y el bacalao, es muy bajo en grasas y calorías, lo que, combinado con el pescado azul, rico en Omega-3, como la caballa, las sardinas, el atún fresco, el salmón y la trucha, puede ayudar al cuerpo a protegerse de afecciones como la enfermedad de las arterias coronarias, además de ayudar al desarrollo huesos y dientes fuertes.
Los mariscos son particularmente ricos en zinc, que es esencial para una piel y músculos sanos, así como para la fertilidad. Se dice que Giacomo Casanova comía 50 ostras al día.

## Textura y gusto
Se han descrito más de 33.000 especies de peces y muchas más especies de invertebrados marinos. Los bromofenoles, que son producidos por las algas, le dan a los animales marinos un olor y un sabor ausentes en los peces e invertebrados de agua dulce. Además, una sustancia química llamada dimetilsulfoniopropionato (DMSP) que se encuentra en las algas rojas y verdes se transfiere a los animales en la cadena alimentaria marina. Cuando se descompone, se produce sulfuro de dimetilo (DMS), y a menudo se libera durante la preparación de alimentos cuando se calientan los pescados y mariscos frescos. En pequeñas cantidades crea un olor específico que uno asocia con el océano, pero que en grandes cantidades da la impresión de pez podrido. Otra molécula conocida como óxido-N de trimetilamina (TMAO) se encuentra en los peces y les da un olor distinto. También existe en especies de agua dulce, pero se vuelve más numeroso en las células de un animal cuanto más profundo vive, de modo que los peces de las partes más profundas del océano tienen un sabor más fuerte que las especies que viven en aguas poco profundas. Los huevos de algas contienen feromonas sexuales llamadas dictyopterenes, que están destinadas a atraer los espermatozoides. Estas feromonas también se encuentran en las algas comestibles, lo que contribuye a su aroma. Sin embargo, solo un pequeño número de especies es comúnmente comido por los humanos.
| La especie común utilizó tan marisco | La especie común utilizó tan marisco | La especie común utilizó tan marisco | La especie común utilizó tan marisco                                                                  |
|                                      | Sabor suave | Sabor moderado | Sabor lleno                                                                                           |
| ------------------------------------ | --- | --- | --- |
| Delicatetexture                      | basa, flounder, merluza, scup, olido, trucha de arco iris, hardshell almeja, cangrejo azul, peekytoe cangrejo, spanner cangrejo, jibia, ostra oriental, Pacific ostra | Anchoa, arenque, lingcod, moi, naranja roughy, pértiga de Océano Atlántico, pértiga de Victoria del Lago, pértiga amarilla, ostra europea, erizo de mar                         | Caballa atlántica                                                                                     |
| Mediumtexture                        | Róbalo negro, róbalo europeo, híbrido graves tachados, bream, bacalao, tambor, haddock, hoki, Alaska pollock, rockfish, salmón rosa, snapper, tilapia, rodaballo, walleye, lago whitefish, wolffish, hardshell almeja, surf almeja, cockle, Jonah cangrejo, cangrejo de nieve, crayfish, vieira de bahía, gamba blanca china | sablefish, salmón Atlántico, coho salmón, patina, dungeness cangrejo, cangrejo de rey, mejillón azul, greenshell mejillón, gamba rosa                                           | escolar, chinook salmón, chum salmón, americano shad                                                  |
| Firmtexture                          | Ártico char, carpa, catfish, dory, grouper, halibut, monkfish, pompano, suela de Dover, esturión, tilefish, wahoo, yellowtail, Oreja de mar, caracola, cangrejo de piedra, langosta americana, spiny langosta, pulpo, gamba de tigre negro, gamba de agua dulce, gamba de golfo, Pacific gamba blanca, calamar               | barramundi, cusk, cazón, kingklip, mahimahi, opah, mako tiburón, swordfish, albacore atún, yellowfin atún, geoduck almeja, langosta de sentadilla, vieira de mar, gamba de rock | barracuda, róbalo chileno, cobia, croaker, anguila, azul marlin, mullet, sockeye salmón, bluefin atún |

## Beneficios para la salud
El pescado puede formar parte de una dieta nutritiva y es una buena fuente de vitaminas y minerales; El pescado azul es rico en ácidos graso omega 3, lo que puede beneficiar la salud del corazón.

## Riesgos para la salud

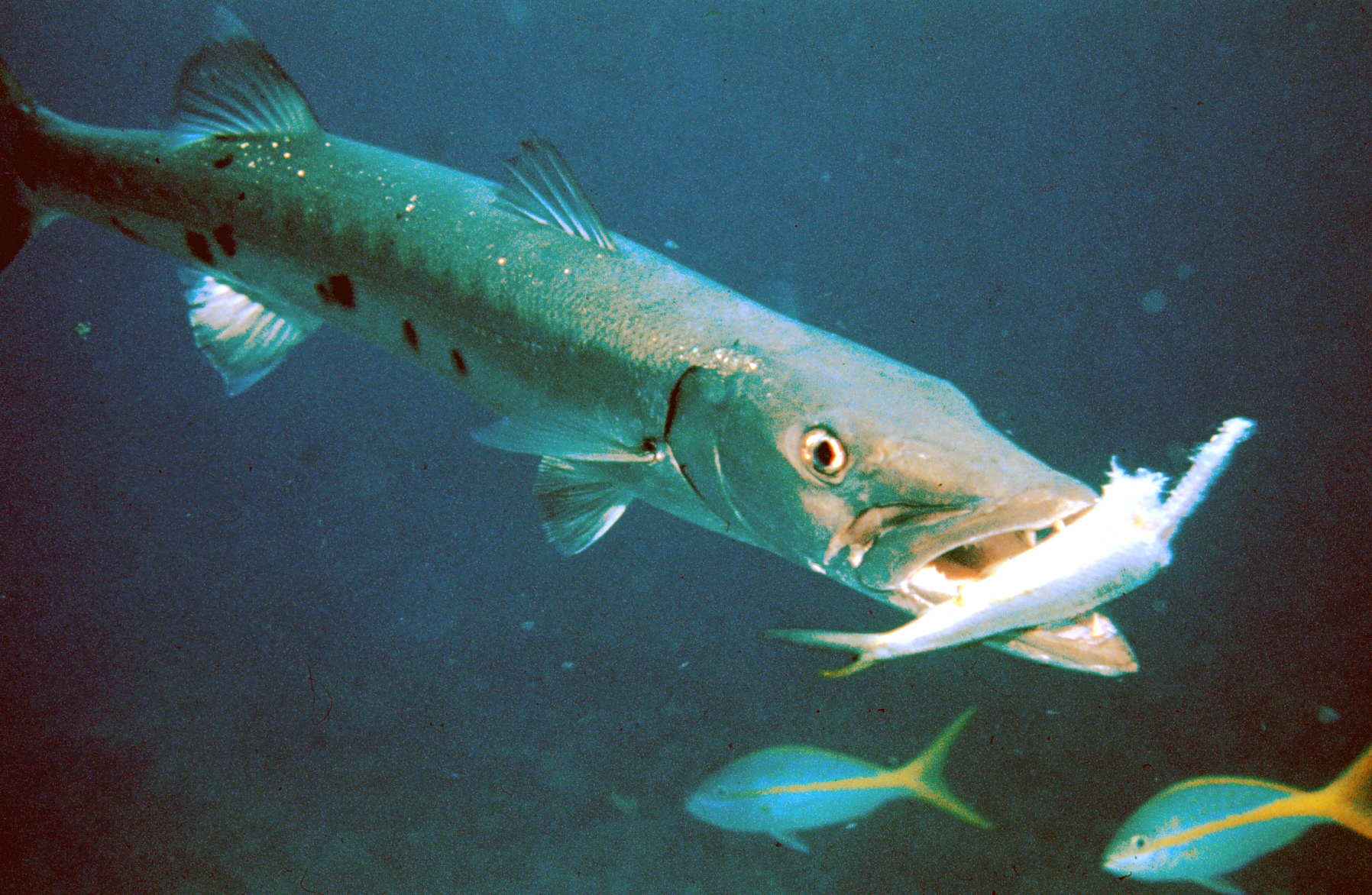
Una barracuda

Los peces y los mariscos tienen una tendencia natural a concentrar mercurio en sus cuerpos, a menudo en forma de metilmercurio, un compuesto orgánico altamente tóxico de mercurio. Las especies de peces que ocupan un lugar destacado en la cadena alimentaria, como el tiburón, el pez espada, la caballa real, el atún blanco y el blanquillo contienen concentraciones más altas de mercurio que otras. Esto se debe a que el mercurio se almacena en los tejidos musculares de los peces, y cuando un pez depredador se come a otro pez, asume la carga corporal total de mercurio en el pescado consumido. Como los peces son menos eficientes en la depuración que la acumulación de metilmercurio, las concentraciones de tejido de los peces aumentan con el tiempo. Por lo tanto, las especies que ocupan un lugar destacado en la cadena alimentaria acumulan cargas corporales de mercurio que pueden ser diez veces más altas que las especies que consumen. Este proceso se llama biomagnificación. La primera ocurrencia de envenenamiento por mercurio generalizado en humanos ocurrió de esta manera en Minamata, Japón, ahora llamada enfermedad de Minamata.
El marisco también se encuentra entre los alérgenos alimentarios más comunes. Un concepto erróneo común es una reactividad cruzada entre los productos del mar y los agentes de radiocontraste yodados.

## Etiquetado incorrecto
Un estudio de 2013 realizado por la organización estadounidense sin ánimo de lucro Oceana encontró que en un tercio de los productos marinos de los Estados Unidos estaban etiquetados incorrectamente. El pargo y el atún fueron particularmente susceptibles al etiquetado incorrecto, y la sustitución por otro pescado similar era el tipo más común de fraude. Otro tipo de etiquetado incorrecto es la ponderación corta, donde las prácticas como el sobreglosado o el remojo pueden aumentar de manera engañosa el peso aparente del pez.  La detección de agentes de retención de agua ayuda a identificar el fraude y su origen.

## Sostenibilidad
La investigación de las tendencias de población de varias especies de mariscos apunta a un colapso global de las especies de mariscos para 2048. Tal colapso ocurriría debido a la contaminación marina y la sobrepesca, amenazando los ecosistemas acuáticos, según algunos investigadores.
Un importante estudio científico internacional publicado en noviembre de 2006 en la revista Science descubrió que aproximadamente un tercio de todas las poblaciones de peces en todo el mundo han colapsado (con un colapso que se define como una disminución a menos del 10% de su abundancia máxima observada), y que si Las tendencias actuales continúan y todas las poblaciones de peces del mundo colapsarán en el 2056. En julio de 2009, Boris Worm de la Universidad de Dalhousie, autor del estudio de noviembre de 2006 en Science, fue coautor de una actualización sobre el estado de la pesca mundial con uno de los críticos del estudio original, Ray Hilborn, de la Universidad de Washington en Seattle. El nuevo estudio encontró que a través de buenas técnicas de gestión pesquera, incluso las poblaciones de peces agotadas pueden revivirse y volverse comercialmente viables nuevamente.
El informe de la FAO sobre el estado mundial de la pesca y la acuicultura de 2004 estima que en 2003, de las principales poblaciones de peces o grupos de recursos para los que se dispone de información de evaluación, «aproximadamente 1/4 parte fueron sobreexplotadas, agotadas o recuperándose del agotamiento (16%, 7% y 1% respectivamente) y necesita urgente planificación y restauración.
El National Fisheries Institute («Instituto Nacional de Pesca»), un grupo de defensa comercial que representa a la industria pesquera de los Estados Unidos, no está de acuerdo. Afirman que las disminuciones observadas actualmente en la población de peces se deben a fluctuaciones naturales y que las tecnologías mejoradas eventualmente aliviarán cualquier impacto que la humanidad tenga en la vida oceánica.

## En la religión
En su mayor parte, las normas dietéticas islámicas permiten comer productos del mar, aunque los hanbalitas prohíben las anguilas, los shafi'itas prohíben las ranas y los cocodrilos, y los hanafís prohíben los peces de fondo, como mariscos o carpas. La dieta judía del Kashrut prohíbe comer mariscos y anguilas. En el Antiguo Testamento, el Pacto Mosaico permitía a los israelitas comer pescado, pero los mariscos y las anguilas eran una abominación y no estaban permitidos.
En la Antigüedad y el Medievo, la Iglesia católica prohibió la práctica de comer carne, huevos y productos lácteos durante la cuaresma. Tomás de Aquino argumentó que estos «brindan mayor placer como alimento [que el pescado], y mayor nutrición para el cuerpo humano, de modo que de su consumo resulta un mayor excedente disponible para materia seminal, que cuando es abundante se convierte en un gran incentivo para la lujuria». En los Estados Unidos, la práctica católica de abstenerse de comer carne los viernes durante la Cuaresma ha popularizado el fish fry de los viernes, y las parroquias a menudo patrocinan fritura de pescado durante la Cuaresma. En áreas predominantemente católicas, los restaurantes pueden ajustar sus menús durante la cuaresma agregando productos del mar a su menú.

### Citas
1. ↑  African Bone Tools Dispute Key Idea About Human Evolution National Geographic News article.
2. ↑  Inman, Mason (17 de octubre de 2007). «African Cave Yields Earliest Proof of Beach Living». National Geographic News.
3. ↑  «Neanderthals ate shellfish 150,000 years ago: study». Phys.org. 15 de septiembre de 2011.
4. ↑  Yaowu Hu, Y; Hong Shang, H; Haowen Tong, H; Olaf Nehlich, O; Wu Liu, W; Zhao, C; Yu, J; Wang, C et al. (2009). «Stable isotope dietary analysis of the Tianyuan 1 early modern human». Proceedings of the National Academy of Sciences 106 (27): 10971-10974. Bibcode:2009PNAS..10610971H. PMC 2706269. PMID 19581579. doi:10.1073/pnas.0904826106.
5. ↑  First direct evidence of substantial fish consumption by early modern humans in China PhysOrg.com, 6 July 2009.
6. ↑  Coastal Shell Middens and Agricultural Origins in Atlantic Europe.
7. ↑  «Fisheries history: Gift of the Nile». Archivado desde el original el 10 de noviembre de 2006.
8. 1 2  Basado en los datos de la FAO, véase: FishStat database Archivado el 7 de noviembre de 2012 en Wayback Machine.
9. ↑  Dalby, p.67.
10. ↑  Adamson (2002), p. 11.
11. ↑  Adamson (2004), pp. 45–39.
12. ↑  «ASFIS List of Species for Fishery Statistics Purposes». Fishery Fact Sheets. Food and Agriculture Organization. Consultado el 22 de julio de 2012.
13. 1 2  Total production, both wild and aquaculture, of seafood species groups in thousand tonnes, sourced from the data reported in the FAO FishStat database Archivado el 7 de noviembre de 2012 en Wayback Machine.
14. ↑  Walrond C Carl . "Coastal fish – Fish of the open sea floor" Te Ara – the Encyclopedia of New Zealand. Updated 2 March 2009
15. ↑  Definition of calamari.
16. ↑  Rudloe, Jack and Rudloe, Anne (2009) Shrimp: The Endless Quest for Pink Gold FT Press. ISBN 9780137009725.
17. ↑  Includes crabs, sea spiders, king crabs and squat lobsters
18. ↑  Includes lobsters, spiny-rock lobsters
19. ↑  Steven Nicol; Yoshinari Endo (1997). Krill Fisheries of the World. Fisheries Technical Paper 367. Food and Agriculture Organization. ISBN 978-92-5-104012-6.
20. ↑  Pompa, S.; Ehrlich, P. R.; Ceballos, G. (2011). «Global distribution and conservation of marine mammals». PNAS 108 (33): 13600-13605. Bibcode:2011PNAS..10813600P. PMC 3158205. PMID 21808012. doi:10.1073/pnas.1101525108.
21. ↑  «Native Alaskans say oil drilling threatens way of life». 20 de julio de 2010. Consultado el 11 de agosto de 2010.
22. ↑  Nguyen, Vi (26 de noviembre de 2010). «Warning over contaminated whale meat as Faroe Islands' killing continues». The Ecologist.
23. ↑  «Greenpeace: Stores, eateries less inclined to offer whale». The Japan Times Online. 8 de marzo de 2008. Consultado el 29 de julio de 2010.
24. ↑  Kershaw, 1988, p.67
25. ↑  
Matsutani, Minoru (23 de septiembre de 2009). «Details on how Japan's dolphin catches work». Japan Times. p. 3.
26. ↑  «Eskimo Art, Inuit Art, Canadian Native Artwork, Canadian Aboriginal Artwork». Inuitarteskimoart.com. Archivado desde el original el 30 de mayo de 2013. Consultado el 7 de mayo de 2009.
27. ↑  «Seal Hunt Facts». Sea Shepherd. Archivado desde el original el 11 de octubre de 2008. Consultado el 24 de julio de 2011.
28. ↑  
Johnston, Eric (23 de septiembre de 2009). «Mercury danger in dolphin meat». Japan Times. p. 3.
29. ↑  Schafer, Edward H. (1962). «Eating Turtles in Ancient China». Journal of the American Oriental Society 82 (1): 73-74. doi:10.2307/595986.
30. ↑  CITES (14 de junio de 2006). «Appendices» (SHTML). Convention on International Trade in Endangered Species of Wild Flora and Fauna. Archivado desde el original el 3 de febrero de 2007. Consultado el 5 de febrero de 2007.
31. ↑  Settle, Sam (1995). «Status of Nesting Populations of Sea Turtles in Thailand and Their Conservation». Marine Turtle Newsletter 68: 8-13.
32. ↑  International Union for the Conservation of Nature. «IUCN Red List of Endangered Species». Consultado el 12 de abril de 2012.
33. ↑  Ess, Charlie. «Wild product's versatility could push price beyond $2 for Alaska dive fleet». National Fisherman. Archivado desde el original el 22 de enero de 2009. Consultado el 1 de agosto de 2008.
34. ↑  Rogers-Bennett, Laura, "The Ecology of Strongylocentrotus franciscanus and Strongylocentrotus purpuratus" in John M. Lawrence, Edible sea urchins: biology and ecology, p. 410
35. ↑  Alan Davidson, Oxford Companion to Food, s.v. sea urchin
36. ↑  Lawrence, John M., "Sea Urchin Roe Cuisine" in John M. Lawrence, Edible sea urchins: biology and ecology
37. ↑  Omori, M.; Nakano, E. (2001). «Jellyfish fisheries in southeast Asia». Hydrobiologia 451: 19-26. doi:10.1023/A:1011879821323.
38. ↑  Hsieh, Yun-Hwa P; Leong, F-M; Rudloe, J (2001). «Jellyfish as food». Hydrobiologia 451 (1–3): 11-17. doi:10.1023/A:1011875720415.
39. ↑  Li, Jian-rong; Hsieh, Yun-Hwa P (2004). «Traditional Chinese food technology and cuisine». Asia Pacific J Clin Nutr 13 (2): 147-155.
40. ↑  Smith, G.M. 1944. Marine Algae of the Monterey Peninsula, California. Stanford Univ., 2nd Edition.
41. ↑  K.H. Wong; Peter C.K. Cheung (2000). «Nutritional evaluation of some subtropical red and green seaweeds: Part I — proximate composition, amino acid profiles and some physico-chemical properties». Food Chemistry 71 (4): 475-482. doi:10.1016/S0308-8146(00)00175-8.
42. ↑  «Seaweed as Human Food». Michael Guiry's Seaweed Site. Archivado desde el original el 8 de octubre de 2011. Consultado el 11 de noviembre de 2011.
43. ↑  «Spotlight presenters in a lather over laver». BBC. 25 de mayo de 2005. Consultado el 11 de noviembre de 2011.
44. ↑  N. Narain and Nunes, M.L. Marine Animal and Plant Products. In: Handbook of Meat, Poultry and Seafood Quality, L.M.L. Nollet and T. Boylston, eds. Blackwell Publishing 2007, p 247.
45. ↑  Organización Mundial de la Propiedad Intelectual (2005). «WO2005039280 - PROCESS FOR TRANSPORT OF LIVE FISH WITHOUT WATER». Consultado el 14 de abril de 2025.
46. ↑  «La Rosa Logistics Inc 14-Jan-03». Fda.gov. Consultado el 2 de abril de 2012.
47. ↑  World Health Organization .
48. ↑  Tidwell, James H.; Allan, Geoff L. (2001). «Fish as food: aquaculture's contribution Ecological and economic impacts and contributions of fish farming and capture fisheries». EMBO Reports 2 (11): 958-963. PMC 1084135. PMID 11713181. doi:10.1093/embo-reports/kve236.
49. ↑  Aquamedia
50. ↑  Slovenko R (2001) "Aphrodisiacs-Then and Now" Journal of Psychiatry and Law, 29: 103f.
51. ↑  McMurray P and Ingber S (2007) Consider the Oyster: A Shucker's Field Guide Page 15, Pan Australia. ISBN 9780312377366.
52. ↑  FishBase: October 2017 update. Retrieved 30 December 2017.
53. ↑  The Science of Seaweeds | American Scientist
54. ↑  BBC – Earth – What does it take to live at the bottom of the ocean?
55. ↑  Why Does The Sea Smell Like The Sea? | Popular Science
56. ↑  Peterson, James and editors of Seafood Business (2009) Seafood Handbook: The Comprehensive Guide to Sourcing, Buying and Preparation John Wiley & Sons. ISBN 9780470404164.
57. ↑  «Fish and shellfish». NHS Choices. 19 de diciembre de 2015.
58. ↑  «Common Food Allergens». Food Allergy & Anaphylaxis Network. Archivado desde el original el 13 de junio de 2007. Consultado el 24 de junio de 2007.
59. ↑  Boehm, I (2008). «Seafood allergy and radiocontrast media: Are physicians propagating a myth?». Am J Med 121 (8): E19. PMID 18691465. doi:10.1016/j.amjmed.2008.03.035.
60. ↑  Oceana Study Reveals Seafood Fraud Nationwide Oceana, February 2013.
61. ↑  «FishWatch – Fraud». Consultado el 21 de diciembre de 2018.
62. ↑  World Seafood Supply Could Run Out by 2048 Researchers Warn boston.com. Retrieved 6 February 2007
63. ↑  "'Only 50 years left' for sea fish", BBC News. 2 November 2006.
64. ↑  Study Finds Hope in Saving Saltwater Fish The New York Times. Retrieved 4 August 2009
65. ↑  "The Status of the Fishing FleetUso incorrecto de la plantilla enlace roto (enlace roto disponible en Internet Archive; véase el historial, la primera versión y la última).," The State of World Fisheries and Aquaculture: 2004.
66. ↑  Seafood Could Collapse by 2050, Experts Warn, NBC News. Retrieved 22 July 2007.
67. ↑  Is seafood Haram or Halal? Questions on Islam. Updated 23 December 2008. Retrieved 6 January 2013.
68. ↑  "All that are in the waters: all that... hath not fins and scales ye may not eat" (Deuteronomy 14:9–10) and are "an abomination" (Leviticus 11:9–12).
69. ↑  «Summa Theologica Q147a8». Newadvent.org. Consultado el 27 de agosto de 2010.
70. ↑  Walkup, Carolyn (8 de diciembre de 2003). «You can take the girl out of Wisconsin, but the lure of its food remains». Nation's Restaurant News. Archivado desde el original el 11 de julio de 2012. Consultado el 25 de febrero de 2009.
71. ↑  Connie Mabin (2 de marzo de 2007). «For Lent, Parishes Lighten Up Fish Fry». Consultado el 25 de febrero de 2009.
72. ↑  Carlino, Bill (19 de febrero de 1990). «Seafood promos aimed to 'lure' Lenten observers». Archivado desde el original el 9 de julio de 2012. Consultado el 25 de febrero de 2009.

## Lectura complementaria
- Alasalvar C, Miyashita K, Shahidi F and Wanasundara U (2011) Handbook of Seafood Quality, Safety and Health Applications, John Wiley & Sons. ISBN 9781444347760.
- Ainsworth, Mark (2009) Fish and Seafood: Identification, Fabrication, Utilization Cengage Learning. ISBN 9781435400368.
- Anderson, James L (2003) The International Seafood Trade Woodhead Publishing. ISBN 9781855734562.
- Babal, Ken (2010) Seafood Sense: The Truth about Seafood Nutrition and Safety ReadHowYouWant.com. ISBN 9781458755995.
- Botana, Luis M (2000) Seafood and Freshwater Toxins: Pharmacology, Physiology and Detection CRC Press. ISBN 9780824746339.
- Boudreaux, Edmond (2011) The Seafood Capital of the World: Biloxi's Maritime History The History Press. ISBN 9781609492847.
- Granata LA, Martin RE and Flick GJ Jr (2012) The Seafood Industry: Species, Products, Processing, and Safety John Wiley & Sons. ISBN 9781118229538.
- Greenberg, Paul (2015). American Catch: The Fight for Our Local Seafood. Penguin Books. ISBN 978-0143127437.
- Luten, Joop B (Ed.) (2006) Seafood Research From Fish To Dish: Quality, Safety and Processing of Wild and Farmed Fish Wageningen Academic Pub. ISBN 9789086860050.
- McDermott, Ryan (2007) Toward a More Efficient Seafood Consumption Advisory ProQuest. ISBN 9780549183822.
- Nesheim MC and Yaktine AL (Eds) (2007) Seafood Choices: Balancing Benefits and Risks National Academies Press. ISBN 9780309102186.
- Shames, Lisa (2011) Seafood Safety: FDA Needs to Improve Oversight of Imported Seafood and Better Leverage Limited Resources DIANE Publishing. ISBN 9781437985948.
- Robson, A. (2006). «Shellfish view of omega-3 and sustainable fisheries». Nature 444 (7122): 1002. Bibcode:2006Natur.444.1002R. doi:10.1038/4441002d.
- Trewin C and Woolfitt A (2006) Cornish Fishing and Seafood Alison Hodge Publishers. ISBN 9780906720424.
- UNEP (2009) The Role of Supply Chains in Addressing the Global Seafood Crisis UNEP/Earthprint
- Upton, Harold F (2011) Seafood Safety: Background Issues DIANE Publishing. ISBN 9781437943832.

- Datos: Q192935
- Multimedia: Seafood / Q192935